# Poedit
 (septembre 2012).
Poedit  (anciennement poEdit) est un logiciel éditeur libre de catalogues gettext textuels (fichiers .po) multi-plateforme.
Il repose sur une trousse d'outils wxWidgets et fonctionne sur plusieurs plateformes.

## Caractéristiques
- données affichées
- entrées organisées en listes, ce qui vous permet de naviguer facilement dans les catalogues et d'obtenir immédiatement un aperçu des parties traduites et non traduites du catalogue.
- fonctionne avec les systèmes Unix et Windows
- prend en charge plusieurs formats
- les enregistrements non traduits sont mis en valeur et affichés dans le haut de la liste
- compilation automatique des fichiers .mo
- mises à jour automatiques
- possibilité de parcourir le code source
- intégration possible avec KDE et GNOME
- compatibilité UTF-8
- gestionnaire de catalogues
- compatibilité Unicode sur Windows et Unix avec GTK+ 2.x

Parmi les nouveautés :
- support pour un plus grand nombre de langues (par exemple, l'irlandais)
- préserve les entrées msgctxt dans les catalogues
- préserve les entrées enregistrées quand les catalogues sont mis à jour
- préserve les anciens enregistrements msgid quand une sauvegarde a lieu

## Fonctionnalités
Poedit est composé de deux versions distinctes :
- La version gratuite (dite de base), qui propose les fonctions de base nécessaires à la traduction.
- La version payante (dite professionnelle), qui propose des fonctions supplémentaires en plus de celles incluses dans la version gratuite :

1. Une configuration automatique pour les thèmes et plugins WordPress
2. Des statistiques sur les traductions (calcul des mots et lignes traduits, nécessitant une révision et non traduits)
3. De l'aide personnelle qui vous met en lien direct avec le développeur
4. Des suggestions de traduction
5. Des mises à jour gratuites vers les versions 1.x et 2.x futures

Depuis la version 1.1.9 du logiciel, la langue française est incluse.
Depuis la version 1.3.5 du logiciel, le système macOS est pris en charge.